# شامل طبره
شامل طبره (انگلیسی: Shamil Tabra) بازیکن فوتبال اهل عراق است.ref>"قاعدة بيانات لاعبي المنتخبات العراقية-1".</ref>
وی همچنین در تیم ملی فوتبال عراق بازی کرده‌است.